# 엽연초생산협동조합중앙회
엽연초생산협동조합중앙회(葉煙草生産協同組合中央會, Korea Tobacco Growers Organization, KTGO)는 연초경작자의 조직을 통하여 잎담배 생산력의 증진 및 경작자의 공동이익과 경제적 사회적 지위향상을 도모하고 담배사업의 건전한 발전에 이바지하기 위하여 설립된 대한민국의 법정단체이다. 대전광역시 서구 둔산2동 1305에 위치하고 있다.

## 설립 근거
- 엽연초생산협동조합법 제30조[3]

## 주요 업무
- 연초경작기술등의 개량 발전, 보급
- 연초경작자금의 융자 및 알선 경작용 물품의 구입 및 알선
- 신용협동조합법에 의한 조합원을 위한 신용사업
- 기타 조합원의 공동이익을 위하여 필요한 사업

## 연혁
- 2001년 7월 담배제조독점권 폐지.[4][5]
- 2002년 12월 11일 잎담배 생산 및 수매 협약 체결. 연초생산안정화기금 조성 개시
- 2006년 9월 1일 엽연초생산협동조합중앙회 교육원 이전 개원 (대전광역시 대덕구 읍내동)
- 2007년 12월 31일 잎담배 생산 및 수매 협약 종료. 연초생산안정화기금 조성 완료
- 2008년 12월 11일 잎담배생산에 관한 업무 협약 체결

## 조직

### 중앙회

#### 엽연초생산협동조합중앙회장

##### 부회장
- 이사
- 감사
- 전무이사
  - 상무이사

### 조합

#### 총회
- 이사회
- 감사

##### 조합장
- 전무이사
  - 총무과
  - 지도팀

## 자회사
- (주)연초비료
- (주)서진

## 회원조합

### 충북권
- 청주조합: 충청북도 증평군 증평읍 윗장뜰2 102 (장동리)
- 중앙조합: 충청북도 괴산군 괴산읍 제월로 17 (대덕리)
- 충주조합: 충청북도-충주시 충원대로 242 (단월동)
- 제천조합: 충청북도 제천시 의병대로12길 8 (명동)

### 충남권
- 충남조합: 충청남도 예산군 응봉면 응봉로 131 (노화리)
- 중부조합: 충청남도 천안시 서북구 봉정로 346 (두정동)

### 경북권
- 진보조합: 경상북도 청송군 진보면 영당로 52
- 안동조합: 경상북도 안동시 전거리7길 106 (용상동 1437-3)
- 영남조합: 경상북도 예천군 예천읍 대심리 754-7
- 경상조합: 경상북도 상주시 경상대로 3197

### 전남권
- 광주조합: 전라남도 영광군 군서면 천년로 1315 (남죽리)
- : 전라남도 영암군 신북면 산장산길 7 (장산리)

### 전북권
- 전북조합: 전북특별자치도 전주시 덕진구 금암동 664-23
- 정읍조합: 전북특별자치도 정읍시 충정로 154

### 강원권
- 북부조합: 강원도 횡성군 횡성읍 마산리 320

## 같이 보기
- 신용협동조합중앙회
- 농업협동조합중앙회
- 수산업협동조합중앙회
- 전매청
- 한국담배인삼공사